# Hinsdale (condado de Cheshire)
Hinsdale es un lugar designado por el censo ubicado en el condado de Cheshire en el estado estadounidense de Nuevo Hampshire. En el Censo de 2010 tenía una población de 1.548 habitantes y una densidad poblacional de 239,07 personas por km².

## Geografía
Hinsdale se encuentra ubicado en las coordenadas 42°47′32″N 72°29′18″O / 42.79222, -72.48833. Según la Oficina del Censo de los Estados Unidos, Hinsdale tiene una superficie total de 6.47 km², de la cual 6.12 km² corresponden a tierra firme y (5.44%) 0.35 km² es agua.

## Demografía
Según el censo de 2010, había 1.548 personas residiendo en Hinsdale. La densidad de población era de 239,07 hab./km². De los 1.548 habitantes, Hinsdale estaba compuesto por el 97.48% blancos, el 0.52% eran afroamericanos, el 0.06% eran amerindios, el 0.32% eran asiáticos, el 0.19% eran isleños del Pacífico, el 0.78% eran de otras razas y el 0.65% pertenecían a dos o más razas. Del total de la población el 1.23% eran hispanos o latinos de cualquier raza.